# Kathryn Stockett
Kathryn Stockett, född 1969 i Jackson, Mississippi, är en amerikansk författare. Hon utkom 2009 med debutromanen Niceville ("The Help").

## Karriär
Niceville ("The Help") är hennes debutroman.  Hon arbetade tidigare med tidningsutgivning då hon bodde i New York.  Det tog henne fem år att skriva boken, som ratades 60 gånger innan Susan Ramer tackade ja. Boken utkom sedan på 42 olika språk. I augusti 2012 hade den sålt 10 miljoner exemplar och tillbringat över 100 veckor på The New York Times Best Seller.
The Help låg som bäst på listorna några månader efter att den kom ut

## Biografi
Stockett växte upp i Jackson, Mississippi. Efter utexaminering vid University of Alabama flyttade hon till New York. Där bodde hon i 16 år och arbetade på en tidskrift. Hon skilde sig, och hon har en dotter.
Hon blev god vän till en afroamerikansk hushållsarbetare.
En rättstvist uppstod i Mississippi genom Abilene Cooper, som tidigare arbetat som hembiträde hos Stocketts bror. Hon menade att Stockett använde hennes personlighet i boken.  En domare i Hinds County, Mississippi drog tillbaka rättsfallet, och hänvisade till preskription. Stockett förnekade detta, och menar att hon  träffat henne väldigt lite.

### Fotnoter
1. ↑  hämtat från: tyskspråkiga Wikipedia.[källa från Wikidata]
2. ↑  Tjeckiska nationalbibliotekets databas, NKC-ID: xx0134630, läst: 1 mars 2022.[källa från Wikidata]
3. 1 2 3  Calkin, Jessamy (16 juli 2009). ”The maid's tale: Kathryn Stockett examines slavery and racism in America's Deep South”. The Daily Telegraph (London). http://www.telegraph.co.uk/news/worldnews/northamerica/usa/5844739/The-maids-tale-Kathryn-Stockett-examines-slavery-and-racism-in-Americas-Deep-South.html. Läst 20 oktober 2009.
4. ↑  ”Kathryn Stockett's 'The Help' Turned Down 59 Times Before Becoming a Best Seller”. More Magazine. Arkiverad från originalet den 28 oktober 2011. https://web.archive.org/web/20111028095300/http://shine.yahoo.com/event/poweryourfuture/kathryn-stocketts-the-help-turned-down-60-times-before-becoming-a-best-seller-2523496/. Läst 18 september 2012.
5. ↑  Kehe, Marjorie (14 maj 2010). ”With book sales still strong, 'The Help' began filming in 2010.”. Christian Science Monitor. http://www.csmonitor.com/Books/chapter-and-verse/2010/0514/With-book-sales-still-strong-The-Help-will-begin-filming. Läst 26 maj 2010.
6. ↑  Williams, Wyatt. ”Kathryn Stockett: Life in the belle jar”. Creative Loafing Atlanta. http://clatl.com/atlanta/kathryn-stockett-life-in-the-belle-jar/Content?oid=3795185. Läst 4 augusti 2011.
7. ↑  D'Souza, Karen. ”'The Help' is poised to become chick flick of the summer”. San Jose Mercury News. http://www.mercurynews.com/movies-dvd/ci_18602288. Läst 4 augusti 2011.
8. ↑  Memmott, Carol (31 juli 2009). ”Kathryn Stockett's 'The Help' is the hot book this summer”. USA Today. http://www.usatoday.com/life/books/news/2009-07-29-the-help_N.htm. Läst 20 oktober 2009.
9. 1 2  Williams, Wyatt (4 augusti 2011). ”Kathryn Stockett: Life in the belle jar”. Creative Loafing. http://clatl.com/gyrobase/kathryn-stockett-life-in-the-belle-jar/Content?oid=3795185&showFullText=true. Läst 7 augusti 2011.
10. ↑  Maslin, Janet (18 februari 2009). ”Racial Insults and Quiet Bravery in 1960s Mississippi”. New York Times. http://www.nytimes.com/2009/02/19/books/19masl.html. Läst 20 oktober 2009.
11. ↑  Stockett, Kathryn (18 juli 2009). ”This Life: Kathryn Stockett on her childhood in the Deep South”. Daily Mail (London). http://www.dailymail.co.uk/home/you/article-1199603/This-Life-Kathryn-Stockett-childhood-Deep-South.html. Läst 23 juni 2010.
12. ↑  Churcher, Sharon (4 september 2011). ”Her family hired me as a maid for 12 years but then she stole my life and made it a Disney movie”. The Daily Mail (London). http://www.dailymail.co.uk/femail/article-2033369/Her-family-hired-maid-12-years-stole-life-Disney-movie.html. Läst 12 september 2011.
13. 1 2  Mitchell, Jerry. ”'The Help' lawsuit tossed out”. The Clarion Ledger. http://www.clarionledger.com/article/20110817/NEWS/108170333/-Help-lawsuit-tossed-out. Läst 12 september 2011.